# Joseph Knabl

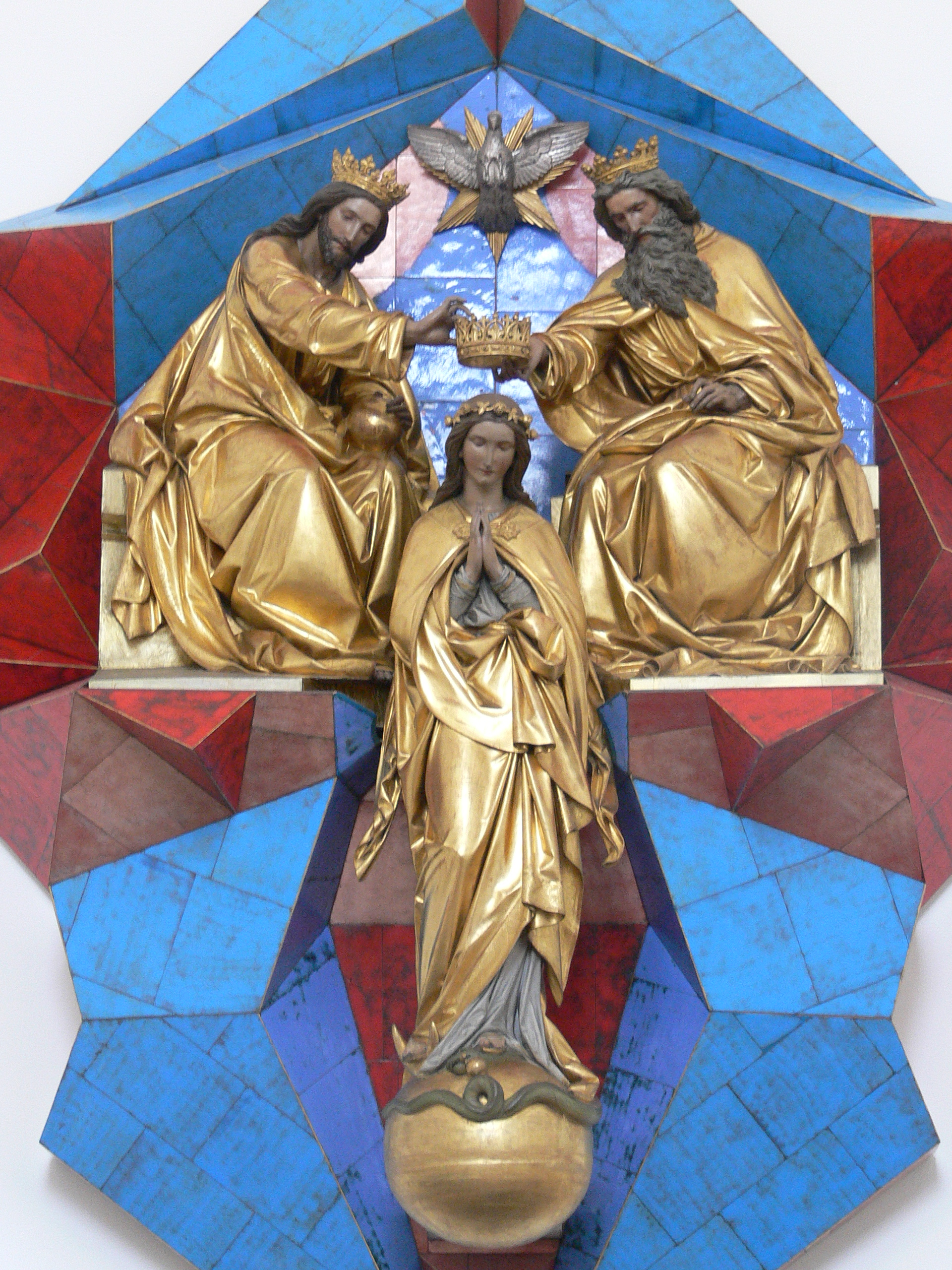
Marienkrönung par Knabl.

Joseph Knabl, né le 17 juillet 1819, et mort le 3 novembre 1881, est un sculpteur autrichien spécialisé dans la statuaire religieuse.

## Jeunesse et études
Knabl naît à Fliess dans le Tyrol, dans une famille de paysans. Il s'occupe du bétail quand il est petit garçon, mais il montre une aptitude précoce pour la sculpture sur bois. Il fait son apprentissage chez Franz Renn, sculpteur sur bois d'Imst après quoi il étudie la sculpture sur bois allemande ancienne à Munich sous la direction de J. Otto Entres. Plus tard, il travaille dans l'atelier d'Anselm Sickinger. En 1859, il entre à l'institut d'art de Mayer.

## Carrière
Après avoir terminé ses études formelles, Knabl fait de nombreux voyages en Europe centrale et se familiarise avec les plus beaux exemples de sculpture ecclésiastique. Il commencé ensuite à produire des œuvres similaires. En 1859, il devient professeur à l'école polytechnique du Verein für Hebung des Gewerbes. En 1863, il est nommé professeur de sculpture ecclésiastique à l'Académie des Beaux-Arts de Munich, en reconnaissance de son travail principal dans la Cathédrale Notre-Dame de Munich, le Couronnement de La Vierge. Cette œuvre représente la Vierge Marie en taille plus grande que nature au centre du maître-autel, entourée de 6 anges adorateurs. Elle est couronnée par la Sainte Trinité, tandis que des formes de saints et d'anges apparaissent dans le cadre.
En raison de la nature de ses sculptures, Knabl est considéré comme un artiste Romantique. Ses sculptures évoquent fortement la production allemande du Moyen Âge. Son travail à l'Institut Mayer, où il a non seulement produit de nombreux dessins et esquisses, mais aussi formé des érudits compétents, favorise la diffusion d'un goût cultivé dans l'art religieux. La plupart de ses œuvres se trouvent en Bavière (Munich, Haidhausen, Passau, Eichstadt, Velden), mais il y en a aussi à Stuttgart, Mergentheim et ailleurs. Les sujets sont : "Le Christ et les Apôtres", "Le Christ sur la Croix", plusieurs statues uniques de la Madone (une pour le Seigneur Acton), la Madone dans un groupe, Sainte Anne (très admiré à l'Exposition de Munich de 1858 en raison de son drapé artistique). Un groupe de St. Afra (Augsbourg) a été la première œuvre de l'artiste à attirer l'attention.
Knabl était marié. Son fils Karl (1850-1904), est un peintre de paysage et de genre qui connait le succès.